# Blanka Navarska, vojvotkinja Bretanje
Za njezinu baku, pogledajte "Blanka Navarska, grofica Šampanje".
Doña Blanka Navarska (francuski Blanche de Navarre, šp. Blanca de Navarra), znana i kao Blanka Šampanjska (Blanche de Champagne, Blanca de Champaña), bila je kći grofa Teobalda I. Navarskog i njegove druge žene Agneze od Beaujeua te unuka jedne druge Blanke Navarske i grofa Teobalda III. Rođena je 1225. te je iste godine zaručena za Otona von Andechsa, koji je umro 1248. godine. Do braka nije došlo.
Nakon Agnezine smrti Teobald je postao kralj Navare, učinivši Blanku infantom.
Blanka se 1236. udala za Ivana I. Bretanjskog; ovo je popis njihove djece:
- Ivan II. Bretonski[4]
- Petar
- Alisa
- Teobald
- Teobald
- Eleonora
- Nikola
- Robert

Blanka je umrla oko 11. kolovoza 1283.